# MESP2
MESP2‏ (Mesoderm posterior bHLH transcription factor 2) هوَ بروتين يُشَفر بواسطة جين MESP2 في الإنسان.